# Joseph Arthur Ankrah
Joseph Arthur Ankrah, né le 18 août 1915 et mort le 25 novembre 1992, est le premier commandant militaire (lieutenant général) de l'armée du Ghana et homme d'État, chef d'État du 24 février 1966 au 2 avril 1969.

## Biographie
Le nouveau régime est aussitôt reconnu par l'Allemagne de l'Ouest et les États-Unis, qui pour ces derniers envoient de l'équipement militaire.
Après avoir pris le pouvoir, il change radicalement la position du Ghana vis-à-vis des groupes révolutionnaires anti-impérialistes du continent africain. Entre autres exemples, il fait condamner à de lourdes peines de prison les représentants de l'Union des populations du Cameroun (UPC) — engagée alors dans une guérilla contre le gouvernement profrançais du Cameroun —, qui étaient présents dans le pays avec le soutien du régime de Kwamé Nkrumah.
La journée internationale des travailleurs, célébrée le 1er mai, est interdite (et le sera jusqu'en 1972).